# 아메리카 원주민의 유산의 날
아메리카 원주민의 유산의 날(Native American Heritage Day)은 미국에서 추수감사절 (미국) 다음 날에 지켜지는 공휴일이다.

## 역사
아메리카 원주민의 유산의 날은 '블랙 프라이데이'라고도 불리는 추수감사절 (미국) 다음 날을 기념하는 공휴일이다. SAMHSA에 따르면 "2021년 기준으로 미국에는 연방 정부가 인정한 부족이 574개 있다. 그러나 여전히 많은 부족이 인정을 옹호하고 있다." 많은 부족이 아직 인정을 받지 못했으며, 이는 역사가 부족하기 때문에 발생한다. 이 명절을 일부 사람들이 인정하고 아메리카 원주민 문화를 볼 수 있도록 많은 투쟁과 싸움이 있었다.

## 같이 보기
- 콜럼버스의 날